# Chiesa di San Leonardo (Minety)
La chiesa di San Leonardo (in inglese St Leonard's Church) è la parrocchiale anglicana che si trova a Minety, villaggio e parrocchia civile della contea del Wiltshire nel Sud Ovest dell'Inghilterra.
Il luogo di culto odierno risale al XV secolo anche se la sua storia inizia circa due secoli prima. Rientra nella diocesi di Bristol ed è considerata un monumento classificato di prima categoria per il suo particolare interesse storico e architettonico.

## Storia

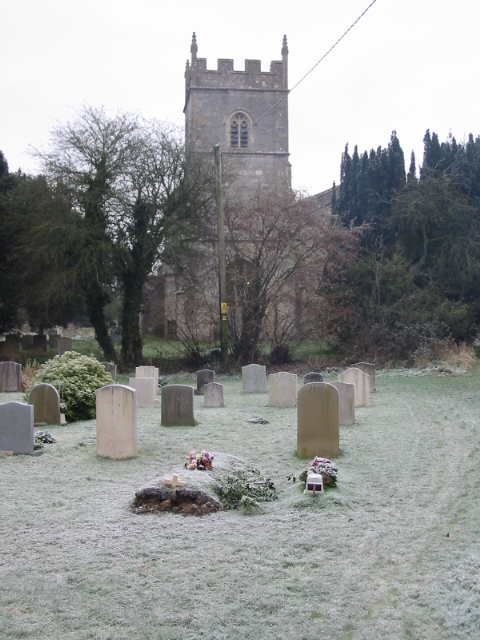
Chiesa di San Leonardo col cimitero della comunità visto dal lato della sua torre

La chiesa parrocchiale anglicana è stata edificata nel XV secolo a Upper Minety ed è stata restaurata nel 1896. Tuttavia un luogo di culto era già presente localmente, la "Coople Church". Si pensa che l'antica chiesa all'interno della parrocchia fosse presente forse verso la fine dell'XI secolo e che le sue decime e le terre furono concesse all'abbazia di Shaftesbury dal signore del feudo, Ernulf de Hesdin, quando sua figlia divenne suora. Si pensa che questa chiesa sorgesse originariamente dove ora si trova St Leonard, ma le prove sono scarse.
Quando arrivarono i Normanni, Arnolfo di Hesdin piantò un semplice edificio rettangolare e lo diede alle monache di Shaftesbury quando sua figlia entrò nel loro ordine e le monofore del XIII secolo su entrambi i lati del coro sono la loro eredità oggi. Nel 1270 l'abate ne diede il patronato al vescovo di Salisbury e all'arcidiaconato di Wilts che la mantenne fino al XIX secolo. Minety fu nel decanato rurale di Malmesbury fino al 1866, quando entrò nel decanato rurale di Malmesbury South. Nel 1887 divenne parte del decanato rurale di Chippenham. Nel 1956 la canonica di Oaksey e il vicariato di Minety si fusero. Si separarono nel 1987 e il beneficio di Ashton Keynes, Leigh e Minety fu creato nel 2007. Dal 1987 il vicario del beneficio unificato visse ad Ashton Keynes.
Dal 1276 il vicario officiava i servizi. Nel 1304 un gruppo di uomini locali prese in consegna la chiesa e la canonica durante una disputa e furono scomunicati. In seguito la chiesa fu posta sotto interdetto e i parrocchiani furono costretti ad andare alla chiesa di Tutti i Santi di Oaksey finché la questione non fu risolta. L'odierna chiesa di San Leonardo risale al XV secolo, periodo della sua ricostruzione. Nel 1517 c'erano altari maggiori e laterali. Nel 1891 c'erano due patene di peltro e una fiaschetta e una ciotola per le elemosine di peltro.
Nel XVI secolo c'erano quattro campane e un'altra fu aggiunta durante il XVIII secolo. Nel XVII secolo la navata nord fu rifatta e la torre fu restaurata nel 1892 e all'inizio del XX secolo. Un pavimento in rovere fu posato nel 1894 e come parte del restauro degli anni sessanta fu costruita una camera sulla navata nord. Il cimitero fu ampliato nel 1864 e l'impianto di riscaldamento fu installato nel 1905, ma il processo richiese fino al 1909 per essere completato.
Il reverendo Ludlow Hewitt, vicario dal 1901 al 1936, fece costruire il coro della chiesa e aggiunse la sagrestia. Organizzò anche riparazioni e miglioramenti alla struttura della chiesa. I proprietari di Minety House donarono denaro per le riparazioni e raccolsero fondi per questo scopo all'inizio del XX secolo.

## Descrizione
La chiesa di San Leonardo a Upper Minety Minety dal 28 ottobre 1959 viene giudicata un edificio di particolare interesse storico e architettonico in Inghilterra e Galles ed è considerata un monumento classificato di prima categoria.

### Esterni
La chiesa parrocchiale si trova nell'abitato di Upper Minety, frazione posta ad ovest di Minety, villaggio della contea del Wiltshire nel Sud Ovest dell'Inghilterra. La struttura è stata edificata con macerie squadrate e lavorate con rivestimenti in pietra. La facciata ovest ha una finestra del XV secolo con pietra scolpita a tre luci al primo piano. Vi sono due finestre archiacute con persiane in legno sulle facciate. Il portico sud ha due falde con contrafforti diagonali, le finestre a due luci sulle pareti laterali e ingresso ad arco a sesto acuto con fermate a losanga sulla modanatura. Una meridiana è posta sulla sommità del timpano. Nella torre le cimase e i merli sono in pietra squadrata e i tetti in piombo. Vi sono contrafforti con parapetto merlato. Attorno alla chiesa si trova il cimitero della comunità.

### Interni
La sala è suddivisa in due navate, la principale e la laterale posta a nord. La navata centrale e la navata laterale hanno i primi banchi a cassetta del XVII secolo con pomelli. Il fonte battesimale del XV secolo si trova accanto alla porta sud e si dice che questo fonte battesimale ottagonale provenga dalla vecchia canonica. Il presbiterio ha finestre a due luci del XIX secolo ricostruite in stile XV secolo su entrambi i lati e una finestra a tre luci a est. L'arcata nord ha quattro campate con pilastri ottagonali con lati concavi e archi Tudor. Le coperture del soffitto sia delle navate sia del presbiterio sono con travi a vista. Un frammento di croce sassone si trova sul davanzale della finestra occidentale. Il pulpito è del 1627 con arcate a tutto sesto, pannello posteriore e baldacchino. Vi sono candelabri in ottone del 1748 a metà della navata. Nella sala e nel presbiterio si conservano monumenti funebri murali legati alle famiglie Browne, Pleydell e Nott. Un organo a canne del XX secolo si trova nell'ex cappella privata a est della navata.